# Roman Griffin Davis

Roman Griffin Davis

Roman Griffin Davis (Londres, Inglaterra; 5 de marzo de 2007) es un actor británico, conocido por su protagónico en la película Jojo Rabbit (2019), que le valió una nominación a los Premios Globo de Oro.

## Biografía
Davis nació en 2007 en Londres, Inglaterra. Tiene nacionalidad francesa y británica. Es hijo del director de fotografía Ben Davis y de la escritora y directora Camille Griffin, y nieto del director de fotografía y camarógrafo Mike Davis. Vive con sus padres y hermanos gemelos Gilby Griffin Davis y Hardy Griffin en East Sussex.
Griffin Davis comenzó a audicionar a los nueve años. Hizo su debut como actor a la edad de once años en la comedia negra satírica Jojo Rabbit.

## Filmografía
| Año  | Título            | Papel                 | Notas |
| 2019 | Jojo Rabbit       | Jojo «Rabbit» Betzler |       |
| 2021 | Silent Night      | Artur «Art»           |       |
| 2025 | The King of Kings | Walter Dickens        |       |

## Premios y nominaciones

### Globos de Oro
| Año  | Categoría                       | Película    | Resultado |
| 2019 | Mejor actor - Comedia o musical | Jojo Rabbit | Nominado  |

### Crítica Cinematográfica
| Año  | Categoría         | Película    | Resultado |
| 2019 | Mejor Actor Joven | Jojo Rabbit | Ganador   |

### Sindicato de Actores
| Año  | Categoría     | Película    | Resultado |
| ---- | ------------- | ----------- | --------- |
| 2019 | Mejor reparto | Jojo Rabbit | Nominado  |

### Otros premios
| Año  | Premio                                         | Categoría                                               | Trabajo     | Resultado |
| ---- | ---------------------------------------------- | ------------------------------------------------------- | ----------- | --------- |
| 2019 | Premios Dorian                                 | Estrella en ascenso del año                             | Jojo Rabbit | Nominado  |
| 2019 | Chicago Film Critics Association               | Interpretación más prometedora                          | Jojo Rabbit | Nominado  |
| 2019 | Washington D. C. Area Film Critics Association | Mejor joven intérprete                                  | Jojo Rabbit | Ganador   |
| 2019 | Los Angeles Online Film Critics Society        | Mejor actuación de un actor o actriz de 23 años o menos | Jojo Rabbit | Nominado  |
| 2019 | San Diego Film Critics Society                 | Mejor Artista Revolucionario                            | Jojo Rabbit | Nominado  |